# Juan Carlos Biagioli
Juan Carlos Biagioli (nacido en Rosario el 11 de febrero de 1934) fue un futbolista argentino. Se desempeñó como defensor durante las décadas de 1950 y 1960. Su primer club fue Rosario Central.

## Carrera

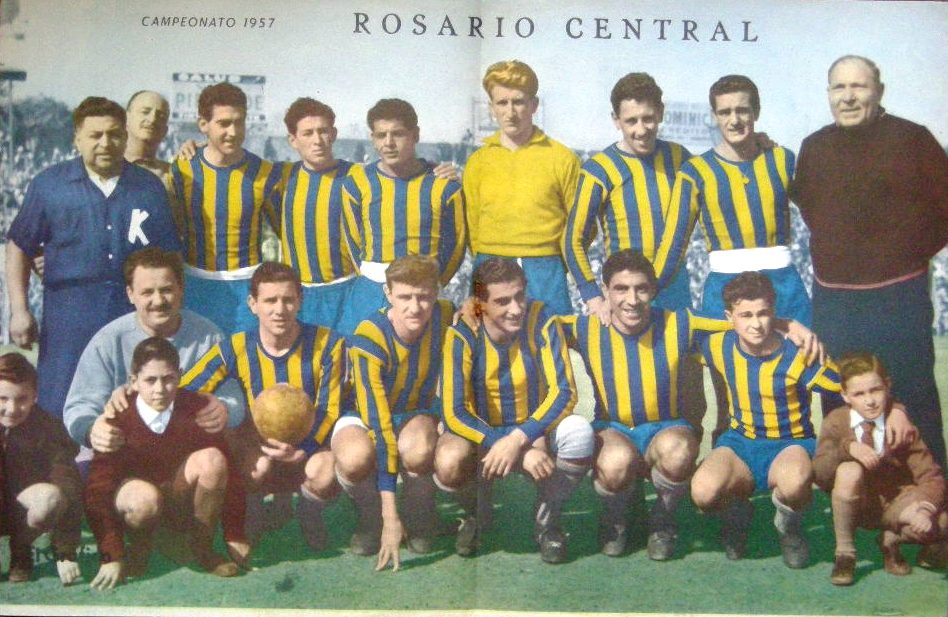
Rosario Central en 1957. Parados: José Minni, Alberto Ducca, Néstor Cardoso, Juan Carlos Bertoldi, José Poi, Juan Carlos Biagioli, Gerónimo Díaz (entrenador); hincados: Osvaldo Colla, Oscar Mottura, Miguel Antonio Juárez, Juan Castro, Ricardo Giménez.

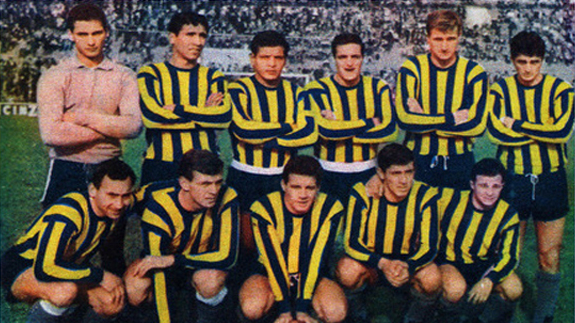
Rosario Central en 1962. Parados: Edgardo Andrada, José Casares, Néstor Cardoso, Juan Carlos Biagioli, Norberto Bautista, Gualberto Muggione; hincados: José Carbone, César Menotti, Elio Montaño, Enrique Fernández, Ricardo Giménez.

Biagioli fue un jugador de gran agilidad y mucha velocidad, características que lo destacaban en una época en la que los marcadores centrales dejaban de ser jugadores recios, de gran altura y mucha fuerza; sumaba a sus cualidades una notoria bravura en el juego. Durante la gira de Central por Brasil en 1957 la prensa de aquel país destacó su elasticidad, colocándole el mote de Hombre de goma. Debutó en la primera canalla en 1954 y mostró su clase durante varias temporadas. Su primer partido oficial fue ante Banfield por la 19.ª fecha del Campeonato de Primera División 1954, cotejo que el canalla disputó como visitante el 29 de agosto y salió triunfante por 1-0, gol de Antonio Gauna. Desde entonces y hasta el final del torneo, fue el acompañante en la zaga central de Federico Vairo, en la que fue a última temporada de éste en Barrio Arroyito. Durante los tres años siguientes faltó a pocos partidos, afirmándose en la defensa con un nuevo compañero, Néstor Lucas Cardoso. El 1 de junio de 1958 marcó el que fue su único gol con la casaca auriazul, en la victoria de su equipo 3-1 frente a Gimnasia y Esgrima La Plata por la Copa Suecia. Ese mismo año comenzó a padecer una dolencia en su pierna derecha que lo dejó fuera de acción durante varios meses, viajando incluso a Italia para ser tratado por un especialista, opción que se frustró a pesar de la ayuda económica que le prestó su excompañero en el canalla Oscar Massei, por entonces desempeñándose en el fútbol de la península itálica.

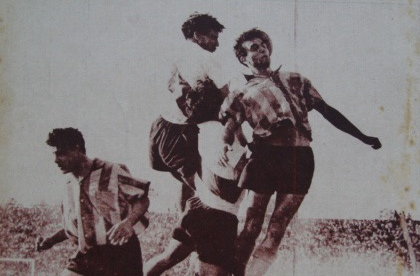
Biagioli disputando en el aire el balón con Omar Sívori, en un Central-River de 1957.

Logró retornar a la actividad para 1960, fichando por Tigre. Prosiguió en Huracán y Talleres de Remedios de Escalada durante 1961. Al año siguiente tuvo un retorno a Rosario Central, a pedido del entrenador argentino-brasileño Jim Lópes. Disputó 25 de los 28 partidos de su equipo en el Campeonato de Primera División 1962, rencontrándose en defensa con el Negro Cardoso y compartiéndola también con José Casares y Norberto Bautista. Sumando sus dos etapas, vistió la casaca de la Academia en 122 ocasiones. Continuó su carrera en Estudiantes de La Plata (1963-1964) y en Atlético Nacional de Colombia (1965-1966).

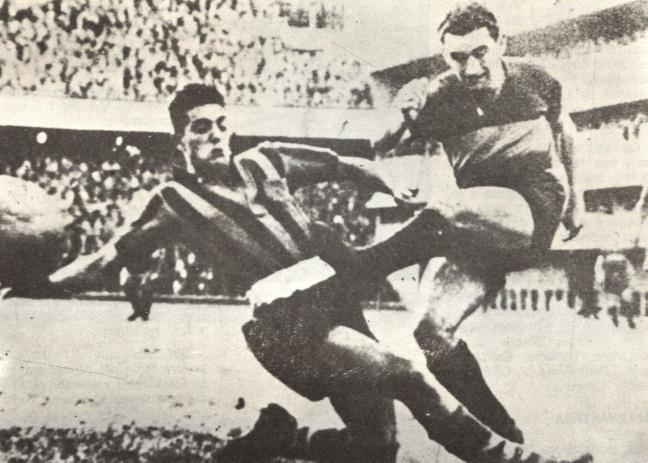
Pancita Biagioli cerrando ante el futbolista de Boca Juan José Pizzuti.

Tiempo después de su retiro sufrió finalmente la amputación de su pierna derecha; aun así era infaltable espectador en los partidos de Rosario Central, club por el que manifestó su fervor desde su época de jugador. Así, por ejemplo, ofició de utilero en una gira del canalla por Europa ante la falta de recursos para pagar uno; también, luego de no haber viajado con el plantel para jugar un partido en Buenos Aires ya que le adeudaban salarios y premios, se arrepintió y a última hora se trasladó sólo hasta la cancha de Independiente, jugó el partido y logró una destacada actuación.

## Clubes
| Club                            | País      | Año       |
| ------------------------------- | --------- | --------- |
| Rosario Central                 | Argentina | 1954-1959 |
| Tigre                           | Argentina | 1960      |
| Huracán                         | Argentina | 1961      |
| Talleres (Remedios de Escalada) | Argentina | 1961      |
| Rosario Central                 | Argentina | 1962      |
| Estudiantes de La Plata         | Argentina | 1963-1964 |
| Atlético Nacional               | Colombia  | 1965-1966 |

## Selección nacional
Formó parte de la preselección que se preparaba para la Copa del Mundo Suecia '58, aunque no formó parte de la lista definitiva. Su único encuentro con la casaca albiceleste lo disputó ante Brasil en 1957 por la Copa Roca. En dicho partido volvió a formar dupla de marcadores centrales con Federico Vairo.

### Participaciones en la Selección
| Instancia | Fecha      | Estadio             | Rival  | Resultado |
| --------- | ---------- | ------------------- | ------ | --------- |
| Copa Roca | 10-07-1957 | Pacaembú, São Paulo | Brasil | 0-2       |